# Ixora marquesensis
Ixora marquesensis là loài cây bụi nhỏ thuộc họ Rubiaceae. Nó là loài đặc hữu của Quần đảo Marquises lãnh thổ Polynésie thuộc Pháp, trong tên gọi hai phần đã chỉ ra rõ nguồn gốc địa lý của loài này.